# 杨苏

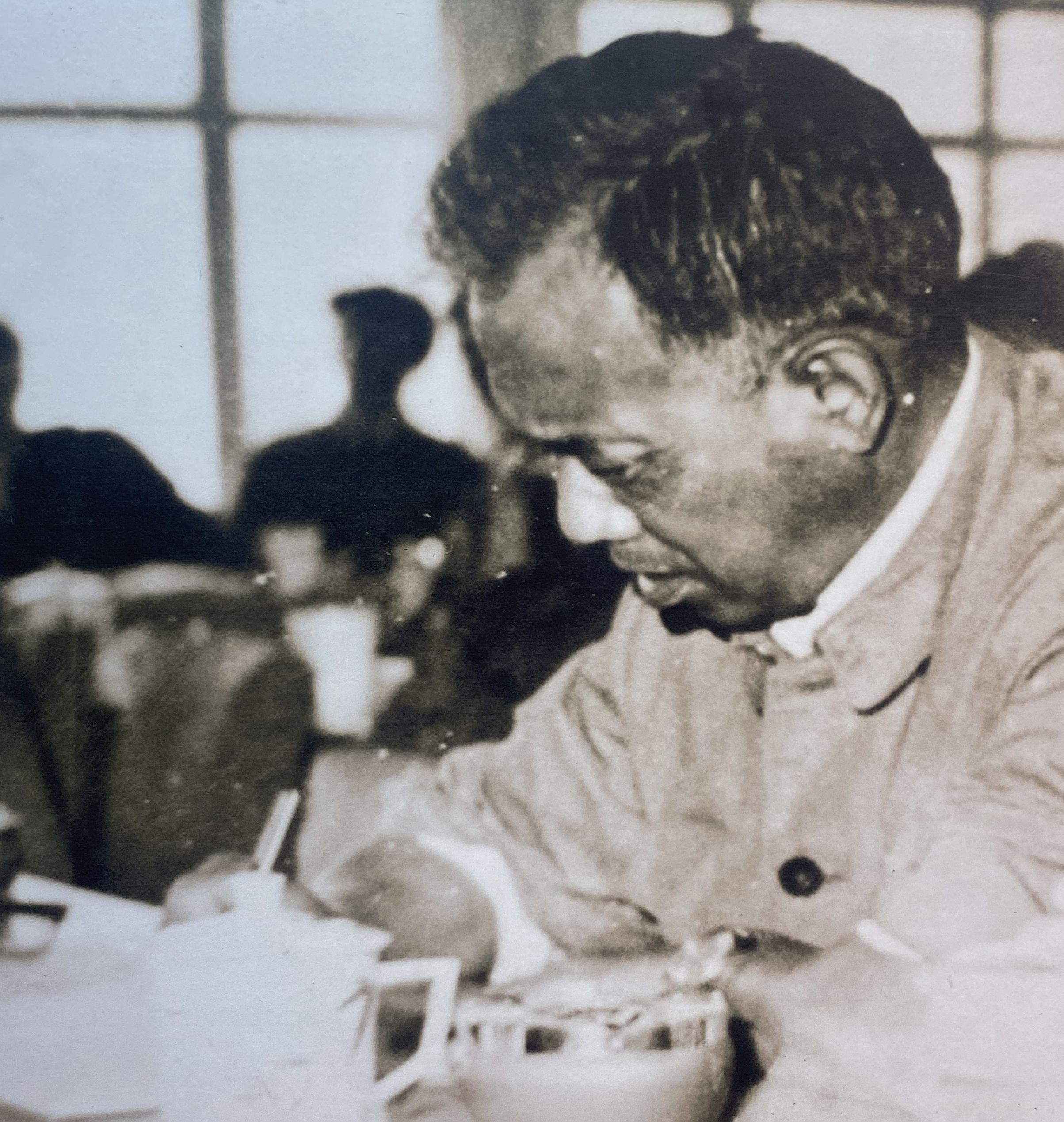
任滇西人民解放委员会委员时期的杨苏

杨苏（1927年—），中国白族作家，笔名赵灯，1957年发表第一篇散文，迄今共发表了短篇小说四十多篇，中篇小说三部，散文三十篇，报告文学四篇，电影文学剧本两部，及长篇传记文学一篇。《没有织完的统裙》是其代表作，被译成英文和俄文。

## 生平
杨苏生于云南省剑川县。他在剑川、丽江、鹤庆的中学读书时，就接受了革命思想并组织“读书会”。他喜爱文学，阅读了鲁迅、高尔基等人作品。1946年加入中国共产党。返回家乡后, 他担任过党总支副书记、特区党委副书记，组织了一支农民武装队伍，曾给当局以沉重打击。中共滇西地下工委领导的剑川起义成功后，他们特区派了四百多人的武装，与兄弟部队配合，攻占了乔后盐矿。随后调入中国人民解放军滇桂黔边区纵队，杨苏任团政委、团长，带领指战员同国民党部队、地霸和土匪武装进行战斗，直到解放军占领云南全境。解放军占领云南后，曾任龙陵、腾冲县委书记、副书记, 中共德宏傣族景颇族自治州委宣传部长和保山地委宣传部长。亲身参加了边疆民族地区的清匪、反霸、土改、农业合作化和社会主义建设。
1957年，杨苏的第一篇散文发表在《萌芽》上，从此他开始了业余创作，连续发表了不少小说、散文。1961年，中国青年出版社出了他的第一本短篇集《没有织完的统裙》，老作家茅盾、叶圣陶、冰心曾撰文给予热情评介。1962年，杨苏被吸收为中国作家协会会员。1980年，云南人民出版社出了他的第二个短篇集《求婚》。他的不少优秀作品被选人《全国少数民族短篇小说选》、《当代小说选》、《中国当代少数民族文学作品选讲》，列入高校教材，及三十年《云南小说选》、《云南散文选》，荣获全国少数民族文学创作奖。
五十年代和六十年代前期, 是杨苏创作的第一个丰收季节。短篇小说《求婚》、《票牛》、《没有织完的统裙》、《春雨满山寨》、《梅恩莎》，散文《响吧，象脚鼓》、《山庄夜语》，电影剧本《景颇姑娘》都是这一时期的作品。
十一届三中全会以后，杨苏发表了十多篇描写云南解放前各族儿女进行革命斗争生活的短篇《同心结》、《送粮》、《撤退途中》、《乌黑海的血迹》、《少将特务和他的警卫》、《带血的腊梅》、电影文学剧本《藏民骑兵队》和中篇《绿林新传奇》、《石钟山的故事》、《一块白杨木的墓碑》等。